# Valle de Yerri
Valle de Yerri (baskisch Deierri) eine Verbandsgemeinde im gleichnamigen Tal in der Autonomen Gemeinschaft Navarra und liegt etwa 38 Kilometer südwestlich von Pamplona in Spanien. Die Verbandsgemeinde besteht aus 19 Orten mit eigener Ortvertretung (Concejo) und fünf Ortsteilen ohne eigene Ostsvertretung.
Alle Orte sind in dem in Nord-Süd-Richtung verlaufenden Tal (Valle de Yerri), das vom Rio Ega durchflossen wird, verstreut. Im Norden beginnt es in den Ausläufern der Sierra de Andia, wo es eine Höhe von über 1.000 Metern erreicht. Im Süden läuft das Tal in einer Ebene auf ca. 500 Metern Höhe aus. Hier wird die Landschaft durch Olivenhaine, Weinberge und Getreidefelder dominiert.

## Geschichte
Die erste schriftliche Erwähnung von Yerri geht auf Jahr 1291 zurück. Im 18. Jahrhundert bestand das Tal Valle de Yerri aus fünf Verwaltungseinheiten, sogenannte Cendeas: Azcona, Abárzuza, Murugarren, Arizaleta und Erbarren. 1851 wurde das Tal, außer Abárzuza, unter einer Verwaltung zusammengefasst. Der Ort Lezáun wurde 1951 ausgegliedert und erhielt eine eigene Gemeindeverwaltung.

## Verwaltung
Die zur Gemeinde gehörenden Orte mit eigenen Ortsvertretungen (Concejo) sind: Alloz (baskisch Allotz), Arandigoyen (baskisch Arandigoien), Arizala (baskisch Aritzala), Arizaleta (baskisch Aritzaleta), Azcona, (baskisch Aizkoa), Bearin, Eraul, Grocin (baskisch Gorozin), Ibiricu de Yerri (baskisch Ibiriku Deierri), Iruñela, Lácar (baskisch Lakar), Lorca (baskisch Lorka), Murillo de Yerri (baskisch Murelu Deierri), Murugarren, Riezu (baskisch Errezu), Ugar, Villanueva de Yerri (baskisch Hiriberri Deierri), Zábal (Zabal) und Zurucuáin (baskisch Zurukuain). Die zur Gemeinde gehörenden Orte ohne eigene Vertretung sind Andía (baskisch Andia), Venta de Urbasa (Baskisch Urbasako Benta), Azcona (baskisch Aizkoa) Casetas de Ciriza (baskisch Ziritzako etxeak) und
Muru. Die Gemeindeverwaltung und der Sitz des Bürgermeisters befinden sich in der Ortschaft Arizala.